# Limnocnida congoensis
Limnocnida congoensis is een hydroïdpoliep uit de familie Olindiasidae. De poliep komt uit het geslacht Limnocnida. Limnocnida congoensis werd in 1959 voor het eerst wetenschappelijk beschreven door Bouillon. 